# Estrella de l'Atlàntic
L'Estrella de l'Atlàntic (anglès: Atlantic Star) és una medalla de campanya militar, instituïda pel Regne Unit el maig de 1945 per atorgar-se a les forces de la Commonwealth britànica que van participar en la batalla de l'Atlàntic, la campanya continuada més llarga de la Segona Guerra Mundial.
Es van instituir dos fermalls i es podien portar a la cinta de la medalla, Air Crew Europe i France and Germany.

## Les estrelles de la Segona Guerra Mundial
El 8 de juliol de 1943, l' Estrella de 1939–43 (més tard anomenada Estrella de 1939–1945) i l'Estrella d'Àfrica es van convertir en les dues primeres estrelles de campanya instituïdes pel Regne Unit, i el maig de 1945 s'havien establert un total de vuit estrelles i nou fermalls. per premiar el servei de campanya durant la Segona Guerra Mundial. Una estrella més de campanya, l'Estrella de l'Àrtida, i un fermall més, el Fermall del Comandament de Bombarders, es van afegir posteriorment el 26 de febrer de 2013, més de seixanta-set anys després del final de la guerra.
Incloent l'Estrella de l'Àrtida i el Fermall del Comandament de Bombarders, ningú no podria rebre més de sis estrelles de campanya, amb cinc dels deu fermalls que denoten el servei que s'hauria qualificat per a una segona estrella. Només es podia portar un fermall a qualsevol estrella de campanya. El màxim de sis estrelles possibles són les següents
- L'Estrella 1939–1945 amb, quan s'atorga, o bé el Fermall Batalla d'Anglaterra o del Comandament dels Bombers.[7]
- Només una de l'Estrella de l'Atlàntic, l'Estrella de les Tripulacions Aèries d'Europa i l'Estrella de França i Alemanya. Els que guanyen més d'una només reben la primera per a la que van ser qualificats, i la segona es denota amb el fermall de cinta corresponent.[8][9][10]
- L'Estrella de l'Àrtic.[6][11]
- L'Estrella d'Àfrica amb, si s'atorga, el fermall primer guanyat al Nord d'Àfrica 1942–43, 8è Exèrcit o 1r Exèrcit.[12]
- O l'Estrella del Pacífic o l'Estrella de Birmània. Els que guanyaven ambdues van rebre la primera per a la que es qualificaven, amb el fermall adequat per representar la segona.[13][14]
- L'Estrella d'Itàlia.[15]

Tots els destinataris de les estrelles de campanya també van rebre la Medalla de Guerra.
Atès que només es podia atorgar a qualsevol persona la primera de l'Estrella de l'Atlàntic, l'Estrella de les Tripulacions Aèries d'Europa i l'Estrella de França i Alemanya, les possibles combinacions d'Estrella i Barra per a aquestes tres estrelles de campanya són:
- L'Estrella de l'Atlàntic amb el fermall Tripulacions Aèries d'Europa o el fermall França i Alemanya
- L'Estrella de les Tripulacions Aèries d'Europa amb el fermall de França i Alemanya o el fermall de l'Atlàntic.
- L'Estrella de França i Alemanya amb el fermall Atlàntic. Com a resultat dels diferents intervals de dates implicats, el període anterior el fermall Tripulacions Aèries d'Europa no es va poder afegir al període posterior de l'Estrella de França i Alemanya.[3]

## Institució
La batalla de l'Atlàntic va tenir lloc entre el 3 de setembre de 1939 i el 8 de maig de 1945, quan els submarins alemanys van atacar combois que transportaven subministraments vitals des d'Amèrica i les Colònies fins a Gran Bretanya. Els vaixells de guerra de la Royal Navy i els avions de la Royal Air Force van escortar aquests combois, van caçar els submarins i, malgrat alguns èxits notables dels submarins, finalment van aconseguir una victòria global a l'Atlàntic.
L'Estrella de l'Atlàntic es va instituir el maig de 1945 per honrar els que van participar en la Batalla de l'Atlàntic i va ser destinat principalment a aquells que van servir en combois de navegació i als seus escortes i forces antisubmarines, així com a aquells que van servir en vaixells mercants ràpids que navegaven sols.
Es van instituir dos fermalls per portar-los a la cinta de l'Estrella de l'Atlàntic, "Tripulacions Aèries d'Europa" i "França i Alemanya". La normativa d'uniforme britànica estipulava que cap persona no podia atorgar més d'un fermall a una estrella de campanya, i com que ni l'Estrella de les Tripulacions Aèries d'Europa ni l'Estrella de França i Alemanya es podien atorgar a un destinatari de l'Estrella de l'Atlàntic, qualsevol dret posterior a qualsevol d'aquestes dues estrelles es denotava amb el fermall adequat a l'Estrella de l'Atlàntic, amb només el primer fermall.

## Criteris d'adjudicació

### Criteris amplis
Les zones qualificades per a l'atorgament de l'Estrella de l'Atlàntic eren les aigües de l'Atlàntic i les aigües territorials, excloent la Mediterrània, l'Atlàntic sud entre la longitud del Cap d'Hornos i la longitud 20° Est (Sud-àfrica) i les rutes dels combois als ports del nord de Rússia.
L'Estrella de l'Atlàntic va ser atorgat per sis mesos de servei a flotació a l'Atlàntic o a les aigües territorials durant el període comprès entre el 3 de setembre de 1939 i el 8 de maig de 1945. També es va atorgar a les tripulacions aèries que haguessin participat en operacions contra l'enemic al mar dins de les àrees qualificades, subjecte a haver servit durant dos mesos en una unitat operativa. L'Estrella 1939–1945 ja s'havia d'haver obtingut amb sis mesos de servei, o dos mesos per a la tripulació aèria, abans de començar el servei qualificat per a l'Estrella de l'Atlàntic.
Un mariner mercant també es va qualificar per a l'atorgament de la medalla, també amb la condició que l'Estrella 1939–1945 ja s'hagués guanyat. Se'ls exigia que haguessin servit als combois de l'Atlàntic, Aigües territorials, nord de Rússia o l'Atlàntic sud.

### Criteris especials
L'atorgament d'una medalla de galanteria o d'una menció als despatxos per a l'acció mentre prestava servei a les àrees de qualificació, qualificava el destinatari per a l'atorgament de l'Estrella Atlàntica, independentment de la durada del servei. El personal el període de servei requerit del qual va ser finalitzat prematurament per mort, discapacitat o ferides a causa del servei també va rebre l'Estrella, independentment de la durada del servei.
S'aplicaven determinades condicions especials que regulaven l'adjudicació a aquell personal naval que va entrar en servei operatiu menys de sis mesos abans del final de la Guerra, i que rebien per l'Estrella de l'Atlàntic sempre que aquest fos el seu darrer teatre operatiu de la guerra.

## Descripció
El conjunt de nou estrelles de campanya va ser dissenyat pels gravadors de la Royal Mint. Totes les estrelles tenen una anella que passa per un trau format per sobre del punt més alt de l'estrella. Són estrelles de sis puntes, colpejades amb un aliatge de zinc de coure groc per encaixar en un cercle de 44 mil·límetres de diàmetre, amb una amplada màxima de 38 mil·límetres i 50 mil·límetres d'alçada des del punt inferior de l'estrella fins a la part superior de l'ull.
Anvers
L'anvers té un disseny central del monograma reial "GRI VI", coronat per una corona. Un cercle, la part superior del qual està coberta per la corona, envolta la xifra i té la inscripció "THE ATLANTIC STAR".
Revés
El revés és clar.
Nomenar
El Comitè d'Honors britànic va decidir que les medalles de campanya de la Segona Guerra Mundial concedides a les forces britàniques serien emeses sense nom, una política aplicada per tots els països de la Commonwealth britànica menys tres. Els detalls del destinatari van quedar impressionats al revers de les estrelles concedides a indis, sud-africans i, després d'una campanya liderada per organitzacions veteranes, als australians. En el cas dels sud-africans i australians, el número de força, les inicials i el cognom del destinatari en majúscules.
Fermalls

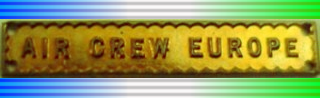
Air Crew Europe

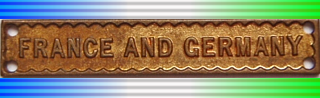
France and Germany

Tots dos fermalls van ser encunyats en bronze i tenen un marc amb una vora interior que s'assembla a la vora perforada d'un segell de correus. Estan inscrits "AIR CREW EUROPE" i "FRANCE AND GERMANY" respectivament i van ser dissenyats per ser cosits a la cinta de la medalla. La normativa només permet portar un fermall, el primer guanyat, amb l'estrella. Quan la cinta es porta sola, es porta una roseta de plata a la barra de la cinta per indicar l'adjudicació d'un fermall.
Cinta
La cinta fa 32 mil·límetres d'amplada, amb bandes ombrejades i regades de blau, blanc i verd marí, amb els colors que representen els colors de l'oceà Atlàntic. Les cintes d'aquesta medalla i la Medalla de Defensa, així com les de les altres estrelles de la campanya de la Segona Guerra Mundial, amb l'excepció de l'Estrella de l'Àrtic, van ser ideades pel rei Jordi VI.

## Ordre de lluïment
L'ordre de lluïment de les estrelles de la campanya de la Segona Guerra Mundial estava determinat per les dates d'inici de la campanya respectives i per la durada de la campanya. Aquesta és l'ordre que s'utilitza, fins i tot quan un destinatari qualificat per a ells en un ordre diferent. La Medalla de la Defensa i la Medalla de Guerra es porten després de les estrelles. La medalla del servei voluntari canadenc es porta després de la medalla de la Defensa 
i abans de la medalla de Guerra, amb altres medalles de guerra de la Commonwealth que s'utilitzen després de la medalla de guerra.
- L'Estrella de 1939-45, del 3 de setembre de 1939 al 2 de setembre de 1945, tota la durada de la Segona Guerra Mundial.[7]
- L'Estrella de l'Atlàntic, del 3 de setembre de 1939 al 8 de maig de 1945, la durada de la batalla de l'Atlàntic i la Guerra d'Europa.[8]
- L'Estrella de l'Àrtic, del 3 de setembre de 1939 al 8 de maig de 1945, la durada dels combois àrtics i la guerra a Europa.[11]
- L'Estrella de les Tripulacions Aèries d'Europa, del 3 de setembre de 1939 al 5 de juny de 1944, període fins al dia D menys un.[9]
- L'Estrella d'Àfrica, del 10 de juny de 1940 al 12 de maig de 1943, durada de la campanya nord-africana.[12]
- L'Estrella del Pacífic, del 8 de desembre de 1941 al 2 de setembre de 1945, la durada de la Guerra del Pacífic.[13]
- Estrella de Birmània, de l'11 de desembre de 1941 al 2 de setembre de 1945, la durada de la Campanya de Birmània.[14]
- L'Estrella d'Itàlia, de l'11 de juny de 1943 al 8 de maig de 1945, la durada de la campanya italiana.[15]
- L'Estrella de França i Alemanya, del 6 de juny de 1944 al 8 de maig de 1945, durada de la campanya del nord-oest d'Europa.[10]
- La Medalla de la Defensa, del 3 de setembre de 1939 al 8 de maig de 1945 (2 de setembre de 1945 per a aquells que serveixen a l'Extrem Orient i al Pacífic),[30] la durada de la Segona Guerra Mundial.[31]
- La  Medalla de Guerra, del 3 de setembre de 1939 al 2 de setembre de 1945, tota la durada de la Segona Guerra Mundial.[32]

Per tant, l'estrella de l' Atlàntic es porta com es mostra:
- Precedida per l'Estrella de 1939-45.
- Succeïda per l'Estrella de l'Àrtic